# Цыборы (Лидский район)
Цыборы (бел. Цы́бары) — деревня в Лидском районе Гродненской области Беларуси. Входит в состав Тарновского сельсовета.

## География
Расположена в 9 км на юго-запад от Лиды, 90 км от Гродно. Рельеф равнинный, на восток от деревни лесной массив. Рядом проходит шоссе М-6 Минск — Гродно.
Ближайшие населённые пункты Малое Ольжево, Реклевцы и др.

## Этимология
Название одноименное, прежняя форма «Циборы» (бел. Цібары; пол. Cibory), от двухосновного балтско-литовского имени Ti-bar’as. В литовской антропонимии известны соответствующие именные основы Ti- и Bar-.

## История
В 1568 году Циборье (бел. Цыбор’е) находилось в Великом Княжестве Литовском, в составе государственного имения Лида. В начале XVIII века имение Цыборы государственная собственность.
Опись приходов Лидского деканата 1784 года упоминает фольварк и деревню Цыборы шамбеляна королевского Костровицкого, в составе Лидского прихода.
С 1795 года в Российской империи. В 1861 году деревня в Лидском обществе государственных крестьян, принадлежала к Тарновской волости Лидского уезда Виленской губернии Российской империи, насчитывалось 25 душ мужского пола.
С сентября 1915 года до конца 1918 года оккупирована германскими войсками. С января 1919 года в составе БССР, в апреле занята польскими войсками. С июля по сентябрь 1920 года контролировалась Красной Армией, затем вновь польскими войсками. С 1921 года в составе Польской Республики, принадлежала к Тарновской гмине Лидского уезда Новогрудского воеводства.
С 1939 года — в БССР. С конца июня 1941 года до начала июля 1944 года под немецко-фашистской оккупацией.
До 11 февраля 1972 года деревня входила в состав Мытского сельсовета.

## Население

### Численность
- 2019 год — 47 жителей

### Динамика
- 1897 год — 190 жителей, 26 дворов
- 1905 год — 182 жителей[4]
- 1909 год — 224 жителей, 14 дворов
- 1921 год — 189 жителей, 38 дворов
- 1940 год — 258 жителей, 61 двор.
- 1960 год — 208 жителей
- 1992 год — 85 жителей, 43 хозяйств
- 1999 год — 84 жителей (перепись населения)
- 2004 год — 70 (78) жителей
- 2009 год — 62 жителей (перепись населения)[4]
- 2012 год — 48 жителей, 36 хозяйств
- 2015 год — 49 жителей, 27 хозяйств
- 2019 год — 47 жителей (перепись населения)